# Doleschallia bougainvillensis
Doleschallia bougainvillensis är en fjärilsart som beskrevs av Embrik Strand 1920. Doleschallia bougainvillensis ingår i släktet Doleschallia och familjen praktfjärilar. Inga underarter finns listade i Catalogue of Life.